# Vosegus

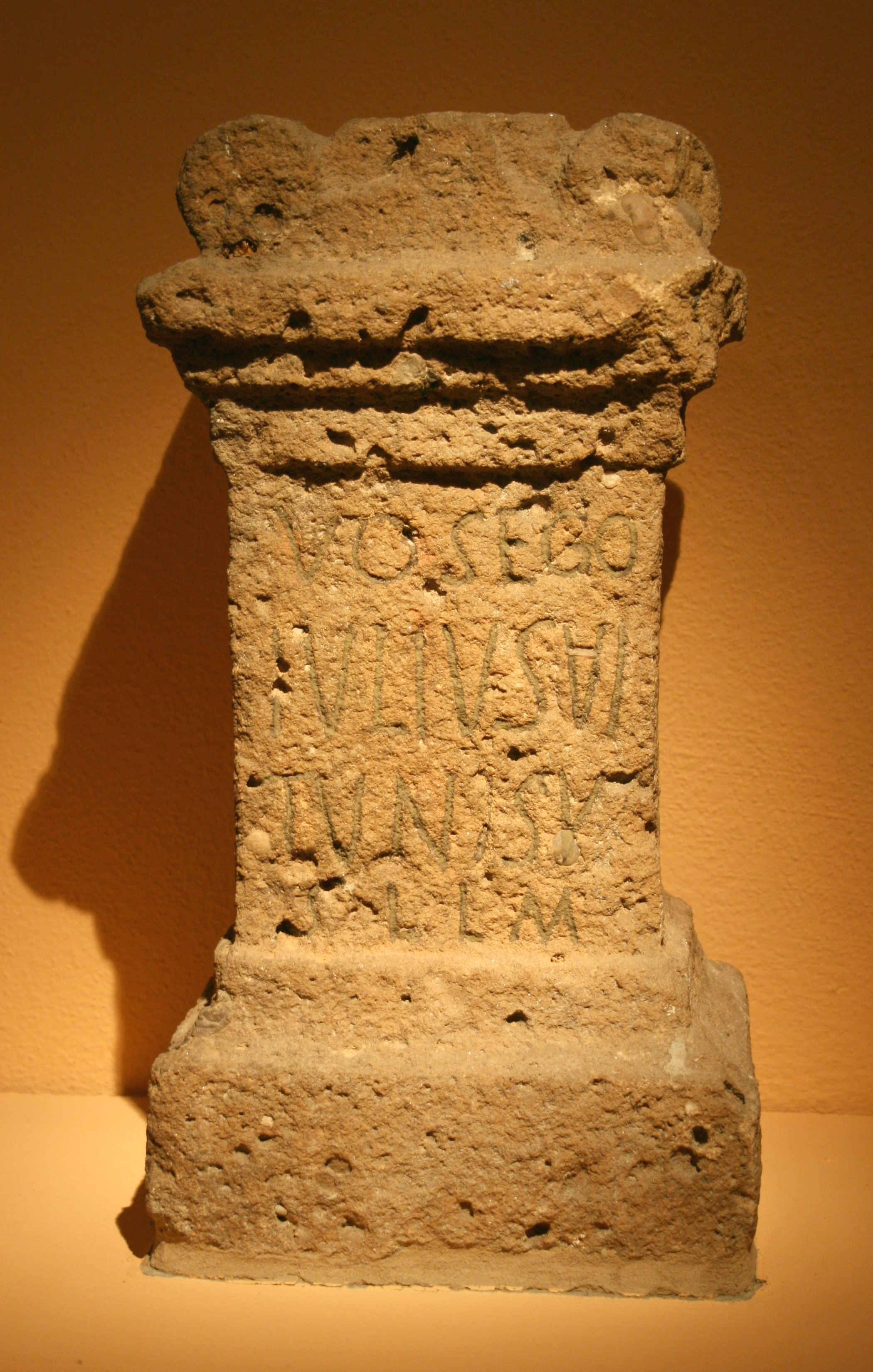
Epigrafická památka odkazující na boha Vosega v historickém muzeum Falce ve Špýru

Vosegus také Vosagus nebo Vosacius byl keltským bohem lesů a lovu. Tento bůh byl většinou zobrazován oblečen v těžkém kabátě, se štítem, lukem a šípy a v doprovodu psa. Vosegus byl stejně jako některá jiná keltská božstva uctíván jen lokálně, centrum jeho uctívání bylo u Dononu. Na vrcholu kopce se nacházela svatyně zasvěcená Vosegovi.